# Великий Катлабуг
Вели́кий Катлабу́г, Вели́кий Катлабу́х — річка в Україні, в межах Болградського та Ізмаїльського районів Одеської області. Впадає до озера Катлабуг (басейн Дунаю).

## Опис
Довжина 48 км, площа водозбірного басейну 534 км². Похил річки 2,6 м/км. Річище помірнозвивисте. Біля села Баннівки споруджено великий став. Використовується на зрошення.

## Розташування
Великий Катлабуг бере початок на північний схід від села Нові Трояни. Тече територією Причорноморської низовини переважно на південь і (частково) південний схід. Впадає до озера Катлабуг біля північно-західної околиці с-ща Катлабуг.

## Галерея

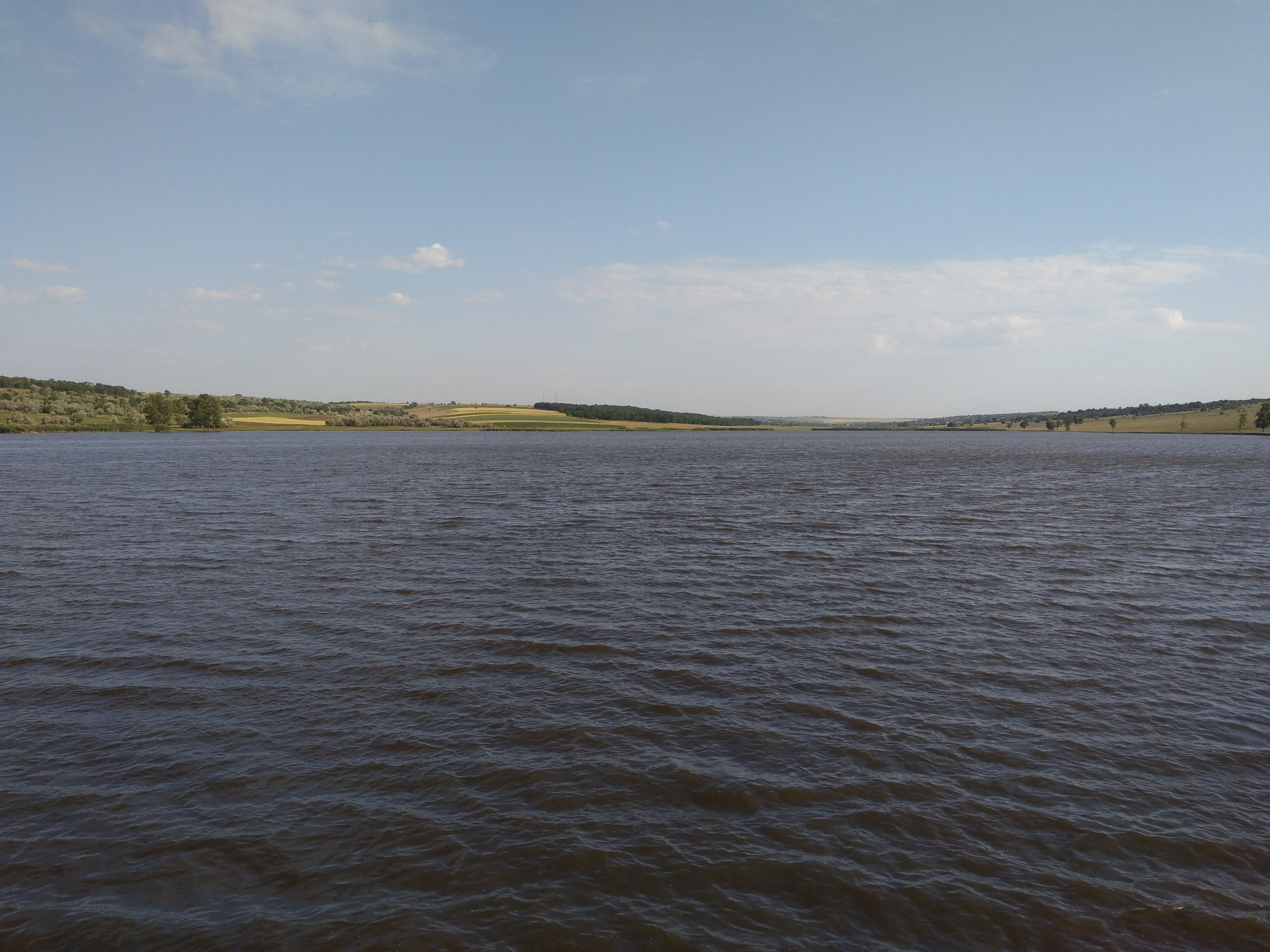
Ставок на річці біля с. Городнє
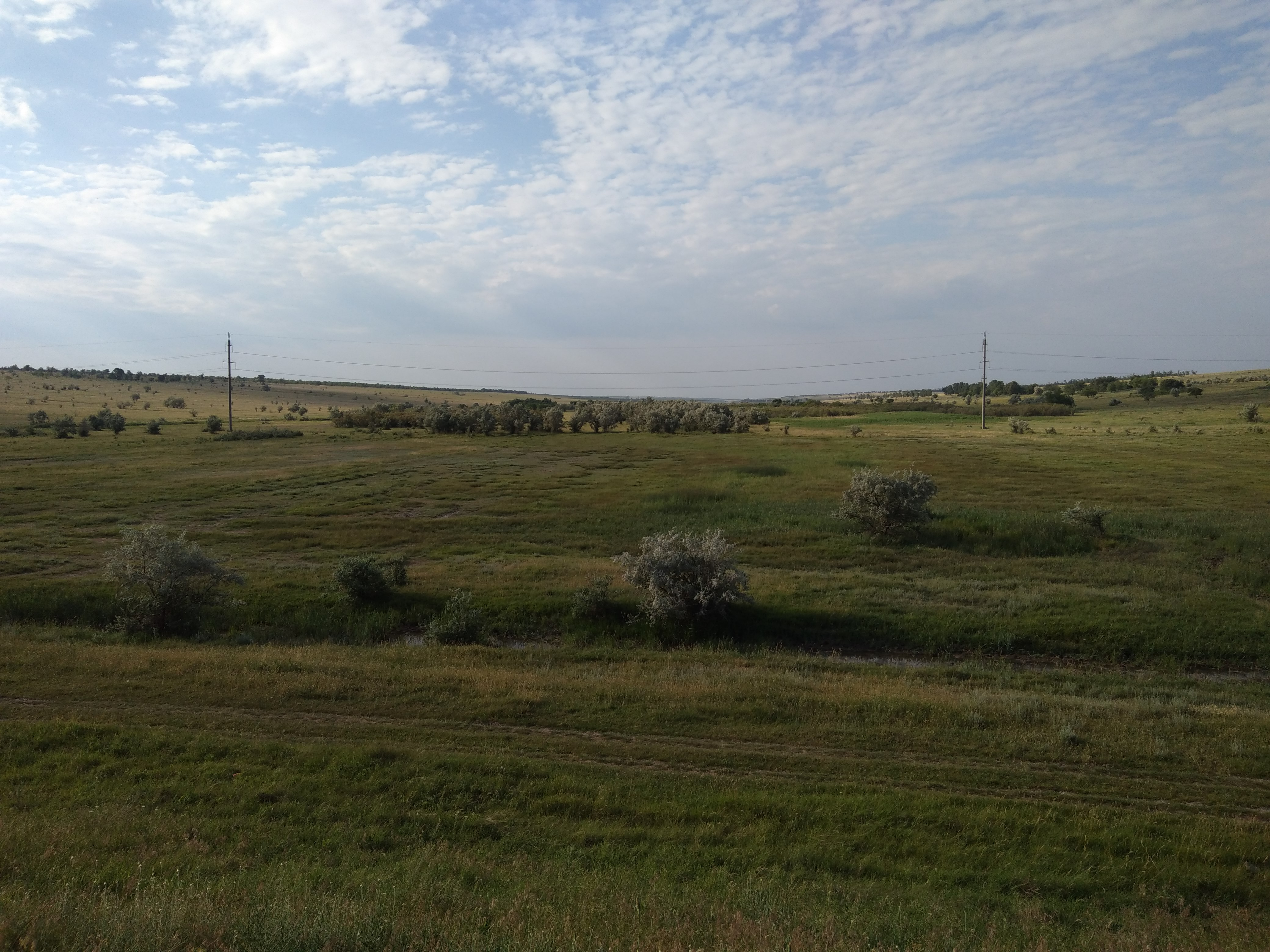
Долина річки біля с. Городнє